# Rue Marie-et-Louise
La rue Marie-et-Louise est une voie du 10e arrondissement de Paris, en France.

## Situation et accès

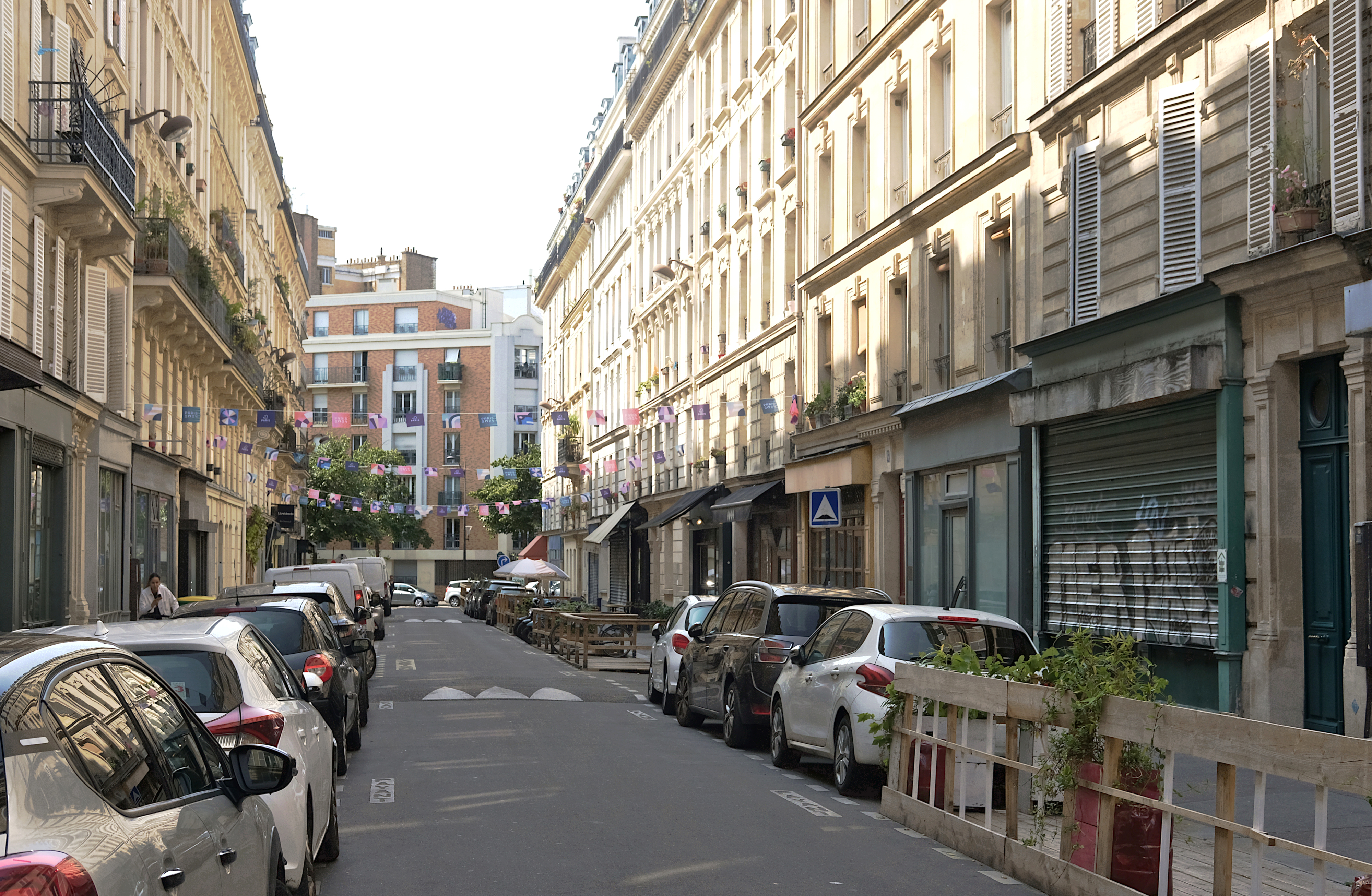
La rue Marie-et-Louise vue de la rue Bichat.

La rue Marie-et-Louise est une voie publique située dans le 10e arrondissement de Paris. Longue de 130 mètres et large de 12, elle débute au 33, rue Bichat, au carrefour de la rue Alibert, et se termine au 8, avenue Richerand.

## Origine du nom
Marie et Louise sont les prénoms des deux filles de monsieur Dubois, ancien propriétaire.

## Historique

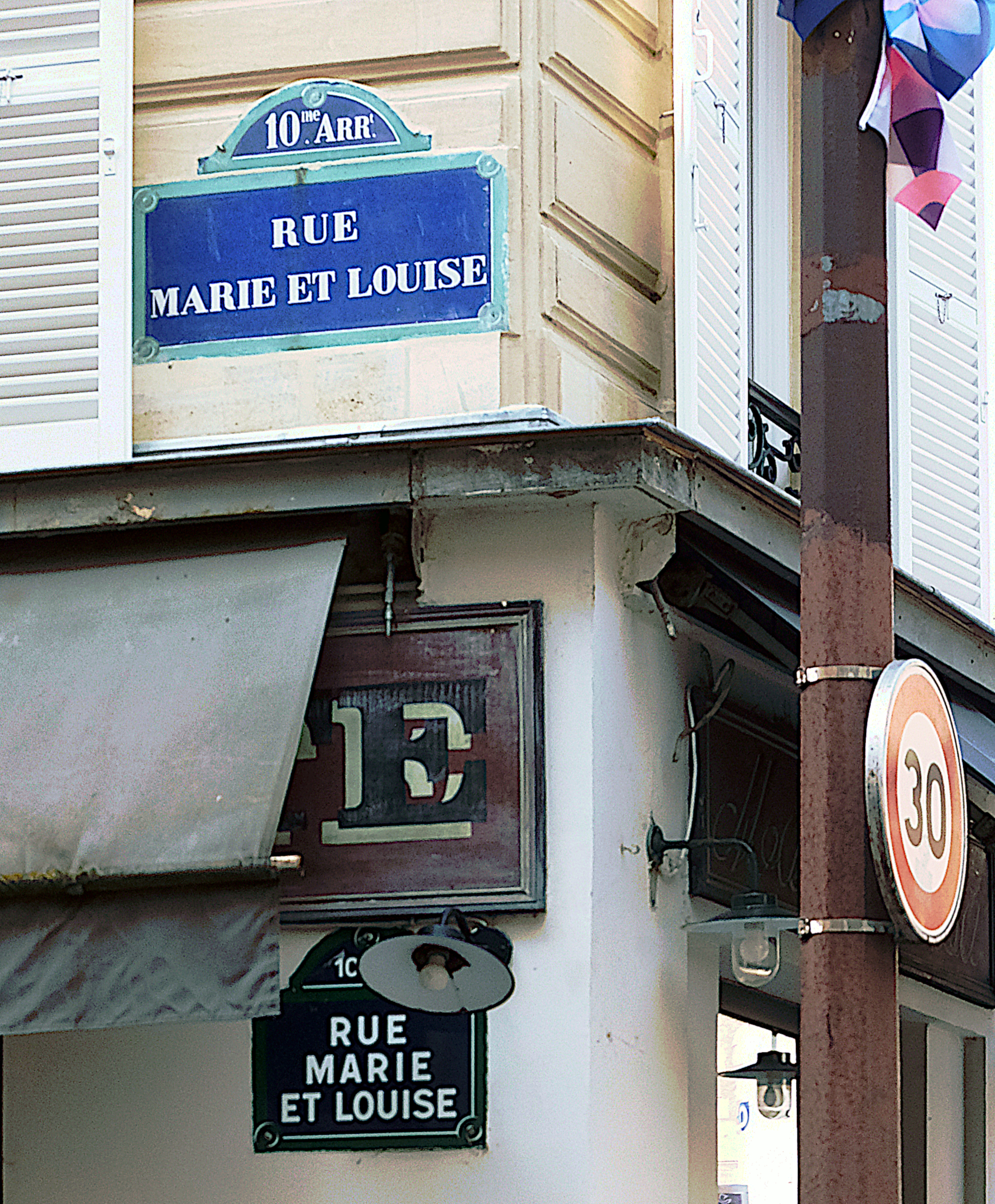
Plusieurs plaques.

Cette voie est ouverte en 1873, par le propriétaire du terrain, M. Dubois, sous le nom de « rue Marie-Louise ». Comme ce nom pouvait laisser croire qu'il avait été donné en mémoire de l'impératrice Marie-Louise, épouse de Napoléon Ier, mariée en secondes noces au comte de Neipperg, elle a été modifiée par le nom de « rue Marie-et-Louise », par arrêté du 16 août 1879, afin de respecter l'origine du nom voulue par monsieur Dubois.
Lors des attentats du 13 novembre 2015 en France, une fusillade frappant les clients du café Le Carillon et le restaurant Le Petit Cambodge, tout proches de la rue Marie-et-Louise, fait quinze morts. Le Monde décrit peu après l'atmosphère particulière de convivialité régnant à l'angle des rues Bichat, Alibert et Marie-et-Louise, « carrefour de rien du tout mais névralgique d’un petit coin caché du Paris bobo populaire d’aujourd’hui et d’hier ».